# 112.ª Brigada Mixta (Ejército Popular de la República)
La 112.ª Brigada Mixta fue una unidad del Ejército Popular de la República creada durante la Guerra Civil Española. La unidad tuvo una participación destacada durante el golpe de Casado, en marzo de 1939.

## Historial
La unidad fue creada en abril de 1937 a partir del batallón «Artes Gráficas» y los batallones 1.°, 3.° y 4.° de «El Socialista». Su primer comandante fue el mayor de milicias Valentín Gutiérrez de Miguel, mientras que la jefatura de Estado Mayor recayó en el capitán de milicias Jesús Reinoso Puig. José Delgado Prieto, del PSOE, fue nombrado comisario político.
La brigada fue asignada a la 5.ª División del VI Cuerpo de Ejército, cubriendo la línea del frente que iba desde La Zarzuela hasta el Puente de San Fernando. En el otoño de 1937 la unidad todavía se encontraba aún muy desorganizada, con 2.383 hombres sin armar. Durante todo 1937 solo participó en un operación reseñable, el asalto a la cota 661, ocurrido el 4 de noviembre. A comienzos de junio de 1938 la 112.ª BM fue asignada a la 8.ª División del II Cuerpo de Ejército, siendo destinada a guarnecer el sector comprendido entre El Pardo y la Sierra. Posteriormente fue adscrita a la 65.ª División.
La 112.ª BM tuvo jugó un papel importante durante el llamado Golpe de Casado, en marzo de 1939. En la mañana del 6 de marzo marchó hacia Madrid, ocupando la calle San Bernardo, Nuevos Ministerios y el Ministerio de la Gobernación, y también participó en el asalto al Ministerio de la Guerra. Posteriormente la brigada hubo de hacer frente a los ataques de la 8.ª División en su posición de los Nuevos Ministerios. La 112.ª BM fue disuelta el 28 de marzo de 1939, al rendirse el Ejército del Centro a las fuerzas franquistas.

## Mandos
Comandantes
- Mayor de milicias Valentín Gutiérrez de Miguel;
- Mayor de milicias Tomás Lozano Peralta;
- Mayor de milicias Juan Buxeda García;
- Mayor de milicias Jesús Herrera Mateos;

Comisarios
- José Delgado Prieto, del PSOE.
- Enrique Reina Rodríguez, del PSOE;[4]